# سرخ‌آویزان
سرخ‌آویزان (نام علمی: Berberidopsidaceae) نام یک خانواده از راسته سرخ‌آویزسانان است.